# Дедрад
Дедрад (рум. Dedrad) — село у повіті Муреш в Румунії. Входить до складу комуни Батош.
Село розташоване на відстані 288 км на північ від Бухареста, 32 км на північ від Тиргу-Муреша, 80 км на схід від Клуж-Напоки, 149 км на північний захід від Брашова.

## Населення
За даними перепису населення 2002 року у селі проживали 1526 осіб.
Національний склад населення села:
| Національність | Кількість осіб | Відсоток |
| -------------- | -------------- | -------- |
| румуни         | 1394           | 91,3%    |
| німці          | 51             | 3,3%     |
| угорці         | 50             | 3,3%     |
| цигани         | 31             | 2,0%     |

Рідною мовою назвали:
| Мова      | Кількість осіб | Відсоток |
| --------- | -------------- | -------- |
| румунська | 1401           | 91,8%    |
| угорська  | 48             | 3,1%     |
| німецька  | 47             | 3,1%     |
| циганська | 29             | 1,9%     |